# Olamide Toyin Adebayo
Olamide Toyin Adebayo (* 26. Juni 1976) ist eine nigerianische Badmintonspielerin. 

## Karriere
Olamide Toyin Adebayo siegte 1995 bei den Nigeria International. 1995 und 1999 nahm sie an den Badminton-Weltmeisterschaften teil. Bei den South Africa International 1997 belegte sie Rang drei.

## Sportliche Erfolge
| Saison | Veranstaltung         | Disziplin   | Platz | Name                                        |
| ------ | --------------------- | ----------- | ----- | ------------------------------------------- |
| 1995   | Nigeria International | Damendoppel | 1     | Obiageli Olorunsola / Olamide Toyin Adebayo |
| 1996   | Afrikameisterschaft   | Damendoppel | 1     | Obiageli Olorunsola / Olamide Toyin Adebayo |
| 1999   | Weltmeisterschaft     | Dameneinzel | 33    | Olamide Toyin Adebayo                       |

1. ↑  tournamentsoftware.com führt 1996 die angegebenen Spieler als Sieger, jedoch erscheint diese Zuordnung aufgrund eines fast ausschließlich nigerianischen Starterfeldes als unwahrscheinlich.